# Tia Carrere

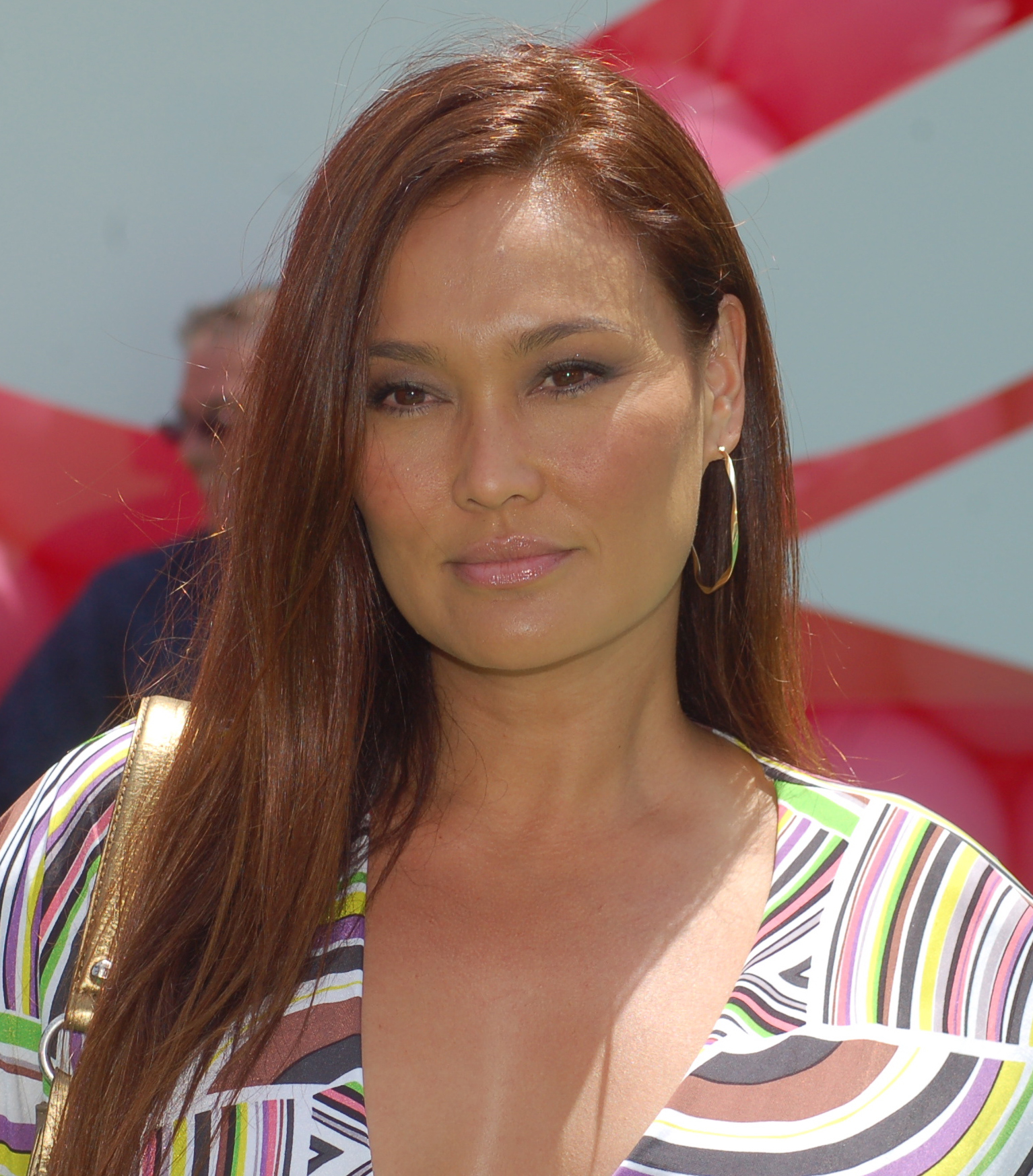
Tia Carrere

Tia Carrere (n. 2 ianuarie 1967, Honolulu, Hawaii; de fapt Althea Rae Duhinio Janairo) este o actriță, cântăreață și fotomodel din SUA. Tia a devenit cunoscută prin rolurile jucate în filmele Wayne's

## Filmografie
- Minciuni adevărate (1994)
- Kull cuceritorul (1997)

### Film
- Zombie Nightmare (1986) – Amy
- Aloha Summer (1988) – Lani Kepoo
- Fine Gold (1989)
- The Road Raiders (1989) – Cyanne
- Fatal Mission (1990)
- Instant Karma (1990)
- Harley Davidson and the Marlboro Man (1991) – Kimiko
- Showdown in Little Tokyo (1991) – Minako Okeya
- Little Sister (1992)
- Intimate Stranger (1992)
- Wayne's World (1992) – Cassandra Wong
- Rising Sun (1993) – Jingo Asakuma
- Quick (1993) – Janet Sakamoto
- Wayne's World 2 (1993) – Cassandra Wong
- Hostile Intentions (1994) – Nora
- Treacherous (1994)
- True Lies (1994) – Juno Skinner
- My Teacher's Wife (1995) – Vicky Mueller
- The Immortals (1995)
- Jury Duty (1995) – Monica Lewis
- Hollow Point (1996) – Diane Norwood
- High School High (1996) – Victoria Chapell
- Top of the World (1997) – Rebecca Mercer
- Kull the Conqueror (1997) – Akivasha
- 20 Dates (1998) – Herself
- Dogboys (1998) – D.A. Jennifer Dern
- Scar City (1998) – Candy
- Merlin: The Return (1999) – Dr. Joan Maxwell
- Meet Prince Charming (1999) – Samantha Feld
- Five Aces (1999) – Karen Haggerty
- The Night of the Headless Horseman (1999) – Katrina Van Tassel (voice)
- Lilo & Stitch (2002) – Nani Pelekai (voice)
- Stitch! The Movie (2003) – Nani Pelekai (voice)
- Torn Apart (2004) – Vicki Westin
- Back in the Day (2005) – Loot
- Aloha, Scooby-Doo! (2005) – Snookie, Local Woman #1 (voice)
- Lilo & Stitch 2: Stitch Has a Glitch (2005) – Nani Pelekai (voice)
- Supernova—The Day the World Catches Fire (2005) – Lisa Delgado
- Leroy & Stitch (2006) – Nani Pelekai (voice)
- Dark Honeymoon (2008) – Miranda
- Wild Cherry (2009) – Ms. Haumea
- Hard Breakers (2009) – Jodie
- You May Not Kiss the Bride (2010) – Lani
- Collision Course (2013) – Kate Parks
- Asteroid vs. Earth (2014) – Marissa Knox
- Gutshot Straight (2014) – Leanne
- Pirate's Code: The Adventures of Mickey Matson  (2014)  - Kelly
- Showdown in Manila (2016)  - Mrs. Wells
- Palm Swings (2017) – Ms. Cherry Bomb

### Televiziune
- Cover Up (1985) – Philippines Contestant
- Airwolf (1985) – Kiki Tinabi
- General Hospital (1985–1987) – Jade Soong Chung, R.N.
- The A-Team (1986) – Tia
- Tour of Duty (1987)
- Noble House (1988) – Venus Poon
- MacGyver (1986, 1988) – Lisa Chan, Tiu
- Anything But Love (1989) – Cey
- Friday the 13th: The Series (1990) – Michiko Tanaka
- Quantum Leap (1990) – Chu-Hoi
- Married... with Children (1990) – Piper Bauman
- Tales from the Crypt (1992) – Scarlett
- Natural Enemy (TV Movie) (1997) Christina D'Amelio
- Relic Hunter (1999–2002) – Sydney Fox
- Duck Dodgers (2003–2005) – Queen Tyr'ahnee, Flight Attendant, Cheerleader, Cosmetics Manager, Lieutenant O'Hara (voice)
- Lilo & Stitch: The Series (2003–2006) Nani Pelekai (voice)
- Megas XLR (2004) – Darklos (voice)
- Johnny Bravo (2005) – Beautiful Woman, Female Elephant, Woman (voice)
- American Dragon: Jake Long (2005) – Yan Yan (voice)
- Dancing with the Stars season 2
- The O.C. (2006) – Dean Torres
- Curb Your Enthusiasm (2007) – Cha Cha
- Nip/Tuck (2007) – Mistress Dark Pain
- Back to You (2007) – Maggie
- CSI: Miami (2009) – Jacqueline Parsons
- Warehouse 13 (2010) – Agent Kate Logan
- Combat Hospital (2011) – Jessica Draycott
- Scooby-Doo! Mystery Incorporated (2011–2013) – Judy Reeves, Old Daphne, Waitress, Sullen Female Farmer, Amy (voice)
- The Celebrity Apprentice (2012) – Herself
- In Plain Sight (2012) – Lia Hernandez
- Taken for Ransom (2013) – Michelle Gaines
- The Birthday Boys (2013) – Herself
- Family Guy (2016) – Hawaiian Woman
- Blue Bloods (2017) - Chao Lin

### Jocuri video
- The Daedalus Encounter (1995) – Ari Matheson
- Saints Row (2006) – Lin (voce)
- Saints Row IV (2013) – Lin (voce)